# Vstup Bulharska do Evropské unie

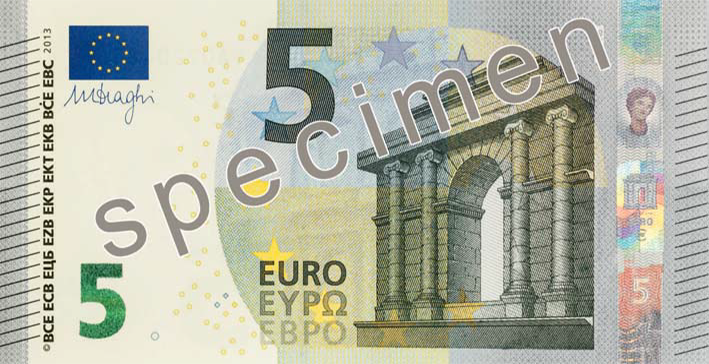
Nápis v cyrilici ЕВРО na pětieurové bankovce jako výsledek rozšíření Unie o Bulharsko

Ke vstupu Bulharska do Evropské unie došlo dne 1. ledna 2007. V rámci tohoto rozšíření vstoupilo do Unie též Rumunsko.
Bulharsko vstoupilo do Evropské unie bez referenda, na základě hlasování parlamentu.
Vstupem Bulharska do Evropské unie se stala cyrilice třetím evropským oficiálním písmem, po latince a řeckém písmu.